# 176-й меридіан західної довготи
176-й меридіан західної довготи — лінія довготи, що лежить на 176 градусів західніше Гринвіцького меридіана. Вона проходить від Північного полюса через Північний Льодовитий океан, Азію, Тихий океан, Південний океан та Антарктиду до Південного полюса.
176-й меридіан західної довготи формує велике коло разом із 4-тим меридіаном східної довготи.

## Список географічних об'єктів, що перетинає 176° зх. д.
Починаючи на Північному полюсі та рухаючись до Південного полюса, 176-й меридіан західної довготи проходить через:
| Координати                                                   | Країна, територія або море | Примітки |
| ------------------------------------------------------------ | -------------------------- | --- |
| 90°0′ пн. ш. 176°0′ зх. д. / 90.000° пн. ш. 176.000° зх. д.  | Північний Льодовитий океан | |
| 71°44′ пн. ш. 176°0′ зх. д. / 71.733° пн. ш. 176.000° зх. д. | Чукотське море             | Проходить західніше острова Геральд[en], Росія |
| 67°51′ пн. ш. 176°0′ зх. д. / 67.850° пн. ш. 176.000° зх. д. | Росія                      | Проходить через Чукотський півострів |
| 65°23′ пн. ш. 176°0′ зх. д. / 65.383° пн. ш. 176.000° зх. д. | Берингове море             | |
| 52°4′ пн. ш. 176°0′ зх. д. / 52.067° пн. ш. 176.000° зх. д.  | США                        | Аляска — проходить через острови Великий Сіткін, Умак і Малий Танага |
| 51°48′ пн. ш. 176°0′ зх. д. / 51.800° пн. ш. 176.000° зх. д. | Тихий океан                | Проходить східніше острова Увеа, Волліс і Футуна Проходить західніше острова Ніуафооу, Тонга Проходить східніше острова Ата, Тонга Проходить східніше острова Чатем, Нова Зеландія |
| 44°13′ пд. ш. 176°0′ зх. д. / 44.217° пд. ш. 176.000° зх. д. | Нова Зеландія              | Проходить через острови Стар-Кейс[en] |
| 44°14′ пд. ш. 176°0′ зх. д. / 44.233° пд. ш. 176.000° зх. д. | Тихий океан                | Проходить східніше острова Пітт[en], Нова Зеландія |
| 60°0′ пд. ш. 176°0′ зх. д. / 60.000° пд. ш. 176.000° зх. д.  | Південний океан            | |
| 78°24′ пд. ш. 176°0′ зх. д. / 78.400° пд. ш. 176.000° зх. д. | Антарктида                 | Проходить через Територію Росса (претендує Нова Зеландія) |